# Kigo
Kigo (季語, kigo) is in de haiku (een Japans natuurgedicht) het seizoenswoord waarmee naar het betreffende seizoen verwezen wordt. Zo staat bloesem voor lente en sneeuw voor winter.